# Palaiósofos
Palaiósofos är en ort i Cypern.   Den ligger i distriktet Eparchía Kerýneias, i den nordöstra delen av landet, 22 km nordväst om huvudstaden Nicosia. Palaiósofos ligger 124 meter över havet och antalet invånare är 180. Den ligger på ön Cypern.
Terrängen runt Palaiósofos är kuperad söderut, men norrut är den platt. Havet är nära Palaiósofos norrut. Trakten runt Palaiósofos är ganska glesbefolkad, med 25 invånare per kvadratkilometer. Närmaste större samhälle är Kyrenia, 10,0 km öster om Palaiósofos. Trakten runt Palaiósofos är i huvudsak ett öppet busklandskap.